# Гидрофобный заполнитель

Современный кабель в разрезе.
1. Полиэтилен.
2. «Майларовая» лента.
3. Скрученная стальная проволока.
4. Алюминиевая водоизолирующая перегородка.
5. Поликарбонат.
6. Медная или алюминиевая труба.
7. Гидрофобный заполнитель.
8. Оптические волокна.

Гидрофобный заполнитель — используется в конструкции кабеля связи для предотвращения продольного распространения влаги и воды. Таким образом, в случае нарушения целостности оболочки кабеля, гидрофобный заполнитель препятствует протеканию воды по кабелю, что позволяет заменить лишь небольшой участок кабеля при ремонтных работах.
В конструкции волоконно-оптического кабеля различают внутримодульный заполнитель (filling), применяемый внутри трубок с волокном (т.н. модулей), и межмодульный заполнитель (flooding), применяемый поверх скрутки модулей, а также под слоем брони. При применении оптико-волоконного кабеля с гидрофобным заполнителем необходимо учесть температуру замерзания (кристаллизации) заполнителя, поскольку замерзание гидрофобного заполнителя при эксплуатации кабеля недопустимо: кристаллы повредят волокно и модули. В России принято использовать гидрофобные заполнители, рассчитанные на рабочие температуры от -40 до +70 градусов цельсия. 
В качестве заполнителя могут использоваться такие вещества, как:
- специальные гелеобразные компаунды (гидрофобные гели), в том числе тиксотропные
- вазелин
- специальные масла

К недостаткам конструкции кабеля с использованием гидрофобного заполнителя можно отнести следующее:
- компаунды, используемые в конструкции кабеля, как правило, со временем частично впитывают заполнитель, что приводит к ухудшению их механических свойств,
- увеличение веса кабеля,
- монтаж требует использования специальных растворителей.

Существует альтернативная конструкция кабеля (т.н. сухой кабель), где вместо гидрофобного заполнителя применяются водоблокирующие нити и ленты, несущие в себе порошок или волокна из суперабсорбирующих полимеров (Superabsorbent polymer).
При ремонте кабеля необходимо удалить гидрофобный заполнитель. Для этого используются растворители гидрофобного заполнителя. При контакте заполнителя с кожей необходимо тщательно промыть руки, поскольку гидрофобный заполнитель, случайно употребленный в пищу (из-за грязных рук) может вызвать раздражение.